# Лексическая семантика
Лексическая семантика является частью семантики, которая занимается значениями (подразделяя их на денотат и коннотат) отдельных лексических элементов слов, морфем и лексем, отличаясь, таким образом, от семантики предложений.
Основу лексической семантики составляют:
- классификация и анализ слов;
- описание различий и общих черт в лексических семантических структурах между различными языками;
- образ, по которому значение отдельных лексических элементов относится, посредством синтаксиса, к значению целого предложения.

Смысловые единицы и лексика языка называются лексическими единицами. Если одну лексическую единицу составляют два или более слов (словосочетание), то говорят о фразеологической единице.
Центральными понятиями в лексической семантике являются лексические связи и то, насколько значение отдельного слова определяется значением предложения в целом, которое называется в таком случае семантической сетью. Также обращают внимание на отношения значений разных слов. Центральными являются понятия синонимия, антонимия, гиперонимия, гипонимия, а также знаменательные и служебные слова. Важную роль играют также омонимы и паронимы, но они связаны как с внешней формой (написанием) слов, так и с их значением.
Семасиология является разделом лингвистики, изучающим лексическую семантику.